# Очоа, Эллен
Элле́н Ло́ри Очо́а (англ. Ellen Lauri Ochoa; род. 1958) — астронавт НАСА. Совершила четыре космических полёта на шаттлах: STS-56 (1993, «Дискавери»), STS-66 (1994, «Атлантис»), STS-96 (1999, «Дискавери») и STS-110 (2002, «Атлантис»), инженер.

## Личные данные и образование

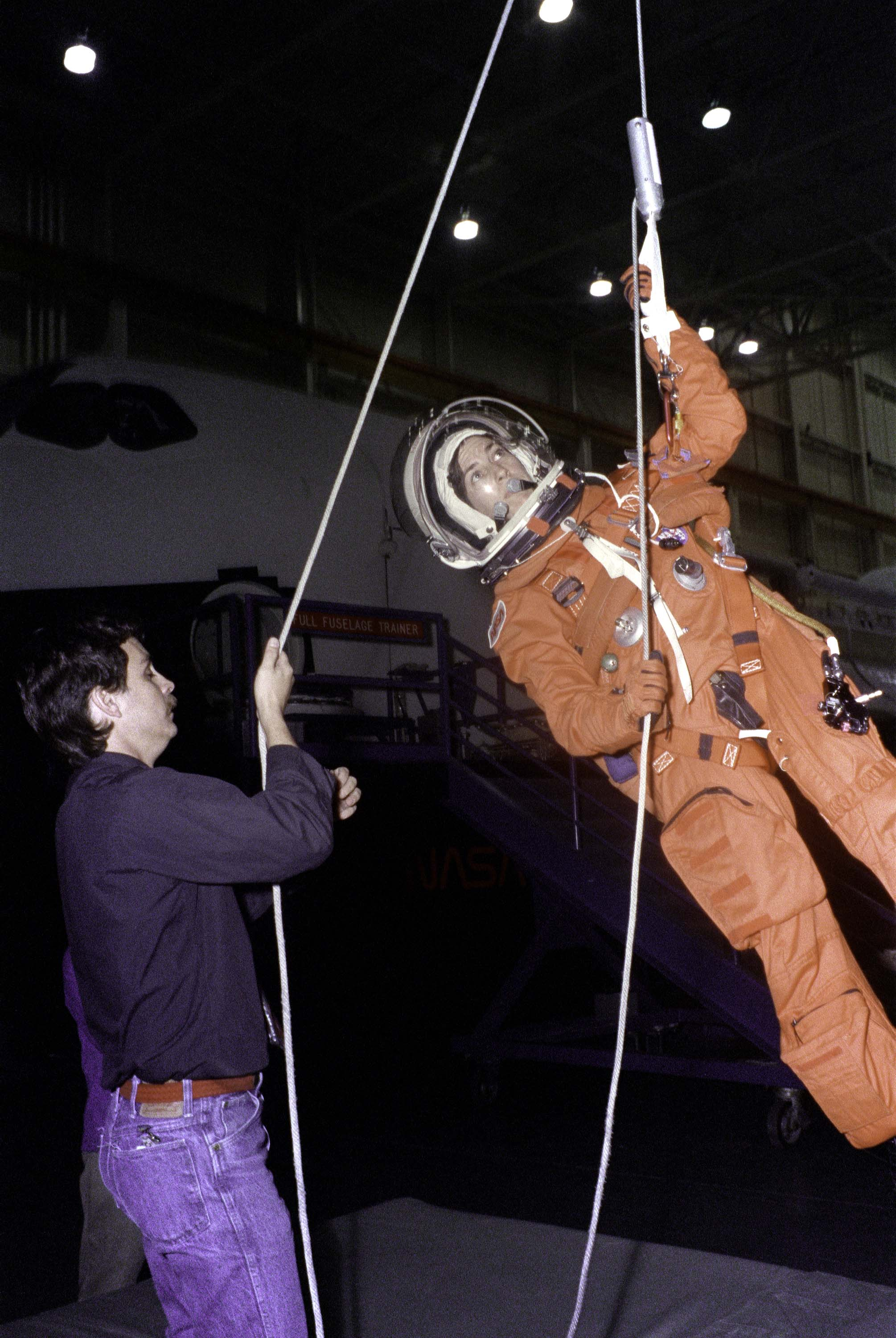
Очоа на тренировке.

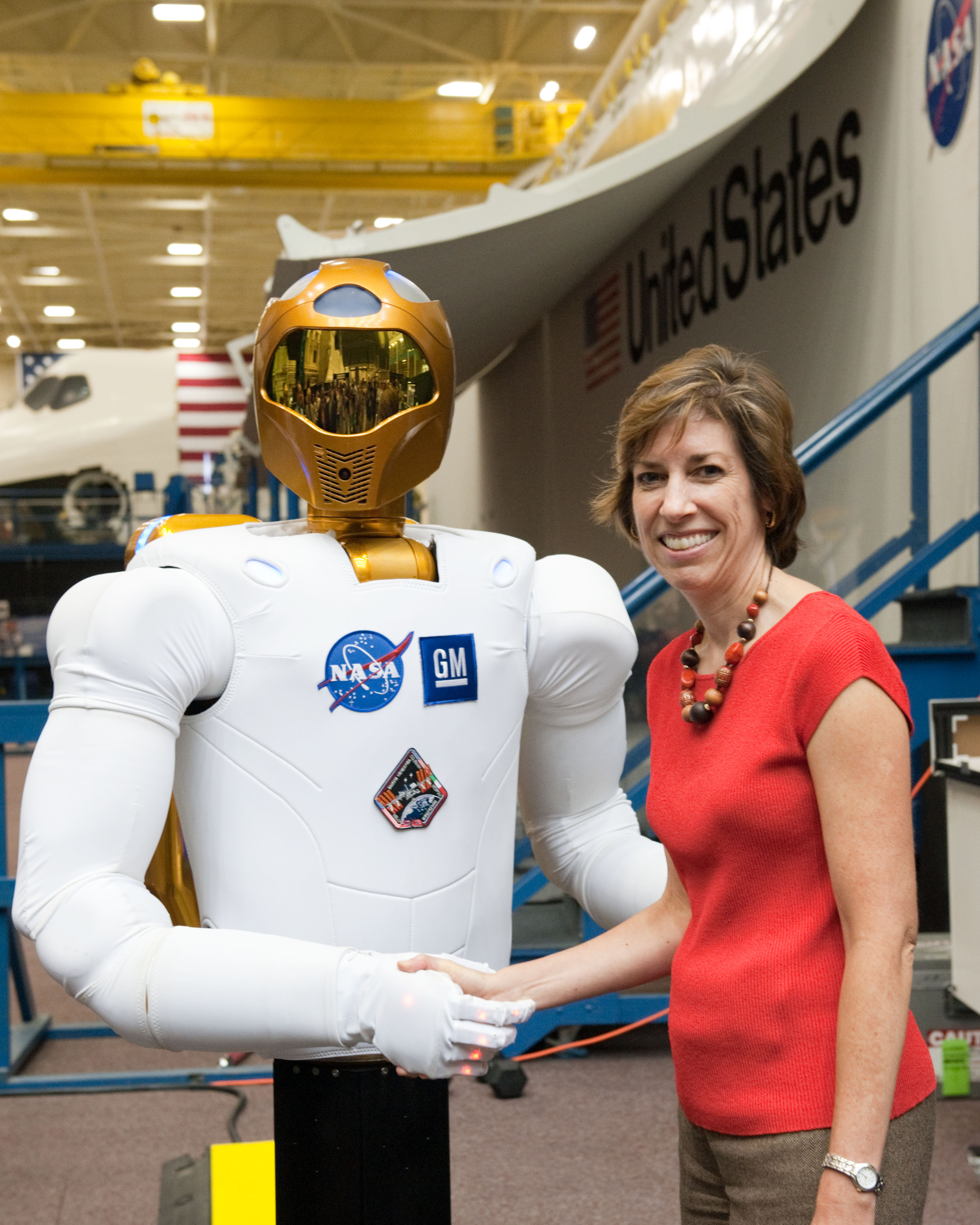
Очоа и робот-гуманоид (R2).

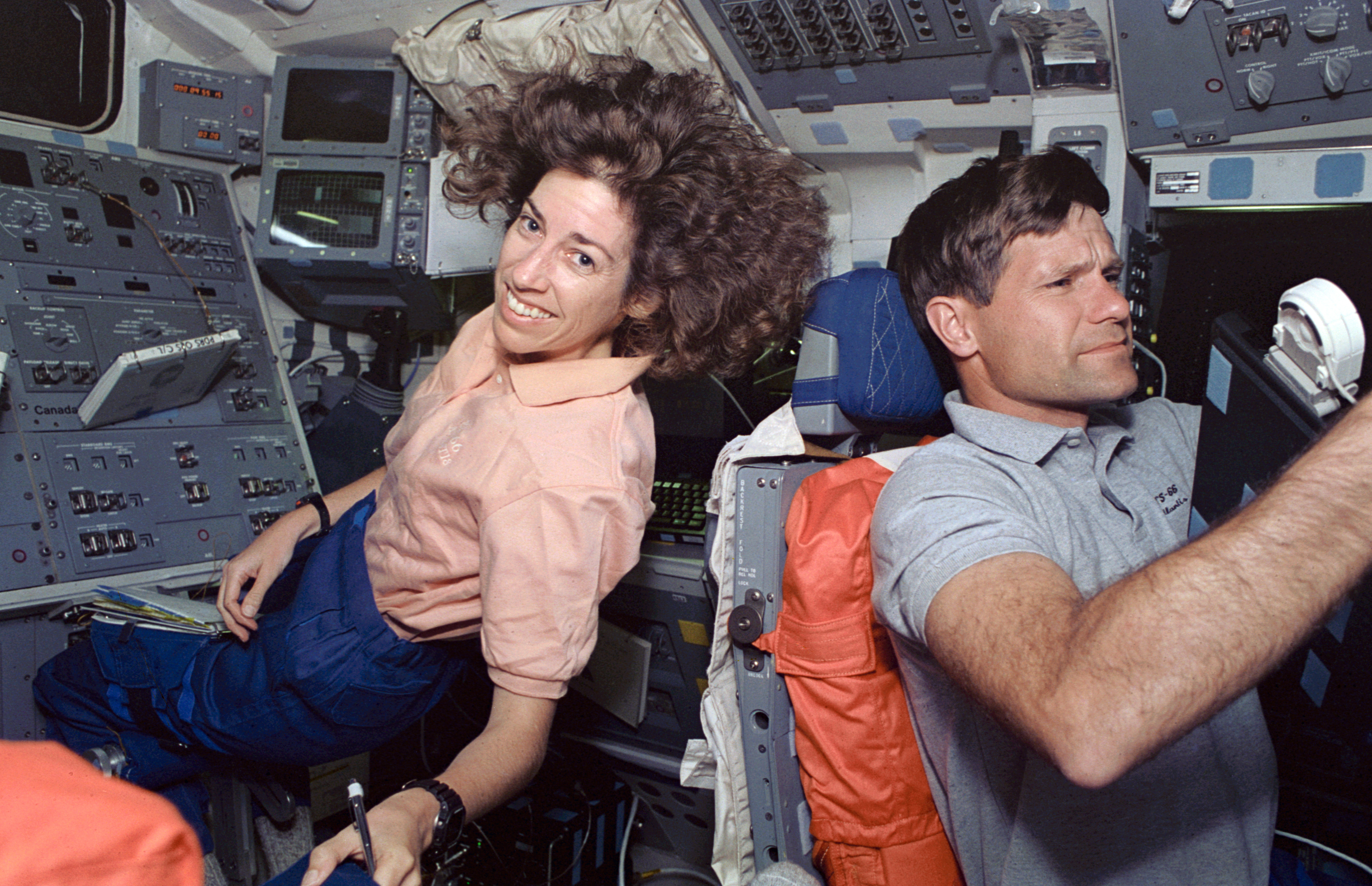
STS-66: Очоа слева.

Эллен Очоа родилась 10 мая 1958 года в городе Лос-Анджелес, штата Калифорния, но своим родным считает город Ла-Меза, Калифорния, где в 1975 году окончила среднюю школу. В 1980 году получила степень бакалавра наук в области физики в Университете Сан-Диего, Калифорния. В 1981 году получила степень магистра наук, а в 1985 году — доктора наук в области электротехники в Стэнфордском университете, который расположен около города Пало-Альто, штат Калифорния.
Замужем за Коу Фалмером Милсом, он из города Молалла, штат Орегон, у них двое детей. Её мать, Розанна Очоа, проживает в городе Ла-Меза. Его родители, Луис и Джорджия Заки, проживают в Валдпорт, штат Орегон. Она играет на флейте и совершает частные полёты, любит волейбол и езду на велосипеде.

## До НАСА
Очоа несколько лет занималась исследованиями в Национальной лаборатории «Сэнди», которая занимается неядерными компонентами ядерного оружия и тестированием суборбитальных баллистических ракет и систем ПРО. Для НАСА работала в Исследовательском центре Эймса. Очоа исследовала оптические системы для передачи информации. Она является соавтором в трех патентах по оптической системе контроля, оптическому методу распознавания объектов, а также методу по удалению шума на снимках.

## Подготовка к космическим полётам
В январе 1990 года была зачислена в отряд НАСА в составе тринадцатого набора, кандидатом в астронавты. Стала проходить обучение по курсу Общекосмической подготовки (ОКП). По окончании курса, в июле 1991 года получила квалификацию «специалист полёта» и назначение в Офис астронавтов НАСА. В НАСА она занималась отладкой программного обеспечения в Лаборатории электронного оборудования шаттлов, обучением экипажей по работе с робототехникой.

## Полёты в космос
- Первый полёт — STS-56[3], шаттл «Дискавери». C 8 по 17 апреля 1993 года в качестве «специалиста полёта». Полёт был посвящён изучению озонового слоя атмосферы над северным полушарием с помощью лаборатории ATLAS-2. Её название является акронимом от Atmospheric Laboratory for Applications and Science (Лаборатория для фундаментальных и прикладных исследований атмосферы). Также экипаж шаттла вывел на орбиту научно-исследовательский спутник SPARTAN (англ. Shuttle Pointed Autonomous Research Tool for Astronomy) для наблюдения солнечной короны. После двух суток автоматической работы аппарата, он был захвачен манипулятором шаттла и возвращён в грузовой отсек «Дискавери»[4]. Во время полёта STS-56 астронавтам «Дискавери» впервые удалось связаться с орбитальной станцией «Мир» с помощью радиолюбительских средств связи. Продолжительность полёта составила 9 дней 6 часов 9 минут[5].

- Второй полёт — STS-66[6], шаттл «Атлантис». C 3 по 14 ноября 1994 года в качестве «специалиста полёта». К основным заданиям миссии STS-66 относится исследование состояния окружающей среды. На шаттле была установлена научно-прикладная лаборатория по изучению атмосферы ATLAS-03 (англ. Atmospheric Laboratory for Applications and Sciences, 3-й полёт лаборатории). Приборы лаборатории провели глобальное измерение температур в мезосфере и концентраций малых примесей, исследование взаимодействия солнечного излучения с отдельными химическими компонентами в термосфере. Важным дополнением к данным лаборатории послужили результаты исследования нижней и средней термосферы приборами отделяемого спутника CRISTA-SPAS Продолжительность полёта составила 10 дней 22 часа 34 минуты[7].

- Третий полёт — STS-96[8], шаттл «Дискавери». C 27 мая по 6 июня 1999 года в качестве «специалиста полёта». Это был второй полёт шаттла по программе сборки Международной космической станции. Основная задача миссии — доставка материалов и оборудования на МКС. Доставляемые на станцию оборудование и материалы были размещены в двойном транспортном модуле «Спейсхэб», который помещался в грузовом отсеке шаттла. «Дискавери» доставил на станцию более 1300 кг полезных грузов, включая 770 кг оборудования для российского сегмента станции, 600 кг для американского сегмента, а также 270 кг воды. Всё доставляемое на станцию оборудование было упаковано в 123 специальные транспортные укладки. 86 таких укладок были оставлены на станции: 71 в модуле «Заря» и 15 в модуле «Юнити». В это время МКС ещё не была обитаемой. Продолжительность полёта составила 9 суток 19 часов 42 минуты[9].

- Четвёртый полёт — STS-110[10], шаттл «Атлантис». C 8 по 19 апреля 2002 года в качестве «специалиста полёта». В полёте Атлантис STS-110 были впервые установлены три основных двигателя SSME последней модификации Block II. Основной задачей полёта являлась доставка на Международную космическую станцию (МКС) центральной секции S0 Основной фермы, мобильного транспортёра MT (англ. Utility Transfer Assembly — UTA) и грузов.[11]. Продолжительность полёта составила 10 суток 19 часов 42 минуты[12].

Общая продолжительность полётов в космос — 40 дней 19 часов 39 минут.
Статистика
| #                               | Стартовый корабль               | Старт                           | Экспедиция                      | Корабль посадки                 | Посадка                         | Налёт                                  |
| ------------------------------- | ------------------------------- | ------------------------------- | ------------------------------- | ------------------------------- | ------------------------------- | -------------------------------------- |
| 1                               | шаттл «Дискавери»               | 8.04.1993, 5:29:00 UTC          | STS-56                          | шаттл «Дискавери»               | 17.04.1993, 11:37:24 UTC        | 9 дней 6 часов 8 минут 24 секунды      |
| 2                               | шаттл «Атлантис»                | 3.11.1994, 16:59:43 UTC         | STS-66                          | шаттл «Атлантис»                | 14.11.1994, 15:33:45 UTC        | 10 дней 22 часа 34 минуты 2 секунды    |
| 3                               | шаттл «Дискавери»               | 27.05.1999, 10:49:42 UTC        | STS-96                          | шаттл «Дискавери»               | 6.06.1999, 06:02:43 UTC         | 9 суток 19 часов 13 минут 57 секунд    |
| 4                               | шаттл «Атлантис»                | 8.04.2002, 20:44:19 UTC         | STS-110                         | шаттл «Атлантис»                | 19.04.2002, 16:28:08 UTC        | 10 суток 19 часов 42 минуты 44 секунды |
| Общая продолжительность полётов | Общая продолжительность полётов | Общая продолжительность полётов | Общая продолжительность полётов | Общая продолжительность полётов | Общая продолжительность полётов | 40 дней 19 часов 39 минут 7 секунд     |

## После полётов
В декабре 2002 года Эллен Очоа стала заместителем начальника по операциям лётных экипажей. В октябре 2006 года её повысили, она стала руководителем этого отдела, стала ответственным за составление графиков полётов шаттлов. В октябре 2007 года, после полёта STS-120, Очоа стала заместителем директора в Космическом Центре имени Джонсона в Хьюстоне, штат Техас. Таким образом, она сменила на этом посту Роберта Кабану.
Вице-председатель Национального научного совета (NSB) на срок 2018-2020 гг.
В 2021 в честь астронавтки назван астероид (117703) Очоа.

## Награды и отличия
- Президентская медаль Свободы (2024)[16].
- Медаль «За космический полёт» (1993, 1994, 1999, 2002)
- «Учёный 2003 года», фонд Гарварда

Другие отличия.